# Boyzone
Boyzone (енгл. Бојзон) бивши је ирски бој бенд. Настао је 1993. када их је саставио Луис Волш који је раније био менаџер Џонија Логана и групе Westlife. Група је престала да постоји 2000. године, да би се поново окупили 2007. због турнеја. Најавили су да ће се група разићи 2018. године након турнеја којима се обележава 25 година постојања, што је и годину дана касније потврдио Ронан Китинг.

## Дискографија
- Said and Done (1995)
- A Different Beat (1996)
- Where We Belong (1998)
- Brother (2010)
- BZ20 (2013)
- Dublin to Detroit (2014)
- Thank You & Goodnight (2018)